# Odhecaton, Ensemble für alte Musik, Köln
Das von 1972 bis 2004 in Köln bestehende Odhecaton, Ensemble für alte Musik, Köln war spezialisiert auf die Interpretation Alter Musik im Sinne der historischen Aufführungspraxis. Ziel war, die Musik des Mittelalters und besonders der Renaissance und des Frühbarocks auf alten Instrumenten (Nachbauten und Rekonstruktionen) stilgerecht aufzuführen.

## Beschreibung
Das Ensemble bestand von 1972 bis 2004 in der ursprünglichen Besetzung mit Ulrich Bartels, Hans-Georg Büchel, Dieter Klöckner, Ludolf Lützen, Berthold Neumann und Kaat Weyler. Zeitweilige weitere Ensemblemitglieder waren Klaus Heider, Karl-Heinz Weber, Ulrich Cox, Peter Wendland, Amanda Seaborn. Die Mitglieder waren gleichberechtigt, es gab keinen Leiter.
Der Name des Ensembles wurde von dem ersten Notendruck mit beweglichen Lettern von Ottaviano Petrucci, Harmonice Musices Odhecaton A, Venedig 1501, hergeleitet.
Die Musiker, mit einer Ausnahme in Musikerberufen tätig, hatten schon vorher Erfahrungen in verschiedenen Ensembles für Alte Musik gesammelt und spielten jeder mehrere Instrumente, sodass jeweils ganze Stimmwerke in abwechslungsreicher Besetzung dargestellt werden konnten. Das Instrumentarium umfasste Renaissance-Blockflöten, Renaissance-Querflöten, Schalmeien, Pommern, Dulziane, Krummhörner, Rankette, Rauschpfeifen, Schreierpfeifen, Sordune, Gemshörner, Zink, engmensurierte Posaune, Portativ, deutsche Dudelsäcke, Dudey, Hümmelchen, Böhmischer Bock, Drehleiern, Organistrum, Harfe, Psalterien, Rebecs, Fideln, frühe Geige, Viole da Gamba, Armviole, Vihuela, Renaissance-Gitarre, Cister. Sämtliche Instrumente befanden sich im Besitz der Ensemblemitglieder, das Ensemble hatte keinen Sponsor.
Das Repertoire des Ensembles umfasste europäische Musik von Guillaume de Machaut bis Henrich Schütz und von den mittelalterlichen Anonymi bis Johann Hermann Schein.
Die Noten der Musik bis 1650 mussten noch mühsam aus wissenschaftlichen Ausgaben, Originalen oder Mikrofilmen transkribiert werden, was drei der Mitglieder besorgten, die promovierte Musikwissenschaftler waren. Forschungen des Ensembles zur Aufführungspraxis ergaben, dass die heute allgemeine Verwendung von Trommeln und anderem Schlagwerk zu mehrstimmiger Musik in der Renaissance keineswegs üblich war. Deshalb verwendete das Ensemble diese Instrumente nicht mehr.
Das Odhecaton konzertierte in Deutschland, Belgien, den Niederlanden, Italien, Frankreich und Spanien. Hörfunksendungen und Aufnahmen machte es bei BR, RB, SWR und WDR.
Wegen der Klangvielfalt wurde das Odhecaton auch zu Aufführungen von zeitgenössischen Kompositionen herangezogen, auch wurden einige Werke für das Ensemble komponiert. Von dem Ensemble uraufgeführte Stücke waren u. a. von Mathias Reiter Panta rhei (Ensemblia 79 Mönchengladbach), Arvo Pärt Fratres und Arbos in instrumentaler Fassung, deutsche Erstaufführung (WDR 1979), Georg Kröll Odhecaton B (Wittener Tage für Neue Kammermusik 1980), Marek Kopelent Triste e consolante (Wittener Tage für Neue Kammermusik 1980), Mauricio Kagel: Teile der Radiomusik Rrrrrr (Donaueschingen 1981).
In der Spielzeit 1978 vervollständigte Odhecaton das Orchester der Stadt Bonn bei der Aufführung von Claudio Monteverdis Oper Die Krönung der Poppea mit Renaissanceinstrumenten. In der Spielzeit 1979 der Ruhrfestspiele Recklinghausen spielte Odhecaton die Schauspielmusik zu „Lysistrata“ von Aristophanes, komponiert von Dirk Schortemeier.

## Tonträger
- Banchetto Musicale, Musik der Renaissance und des Frühbarock. F 666.319 (1978)
- La Danza, Tanzmusik aus vier Jahrhunderten (14.–17. Jahrh.). FSM-63205 EB (1979)
- Syt willekommen heirre kirst, Weihnachtliche Musik der Renaissance auf historischen Instrumenten. FSM 63 208 EB (1981)
- „Allerley Daentze …“, aus Mittelalter und Renaissance. FCD 97 751 (1979, 1991)
- Cancionero musical de Palacio, mit Arti vocali o.l.v. Hans Kronenburg. KRO klassiek, eurosound 313.21 (1979)
- Der Bauer will tanzen, Musik um den Bauernstand aus Mittelalter und Renaissance. FSM 63 210 (1985)
- „T’Andernaken“, Eine musikalische Rheinreise im 15. und 16. Jahrhundert. FCD 97217 (1988)
- „Auf Sankt Jacobs Straßen“, Musik der Pilgerfahrt nach Santiago de Compostela. Zusammen mit: Schola Cantorum St. Foillan, Aachen. Da Camera Magna CD 5021 (1990)
- In Gottes Namen fahren wir, Pilgerlieder aus Mittelalter und Renaissance. FCD 97 208 (1993)
- „Heigh ho holiday“, Tanzmusik um 1600. ODH 019971 (1996)
- Noë! Noë! Noë! Europäische Weihnachtsmusik der Renaissance. FCD 97248 (1996)
- Pilgerlieder, und Sidney Corbett: Bentlager Liturgie – Crucifixus. amb 96 803 (1999)

## Schriften
- Dieter Klöckner: Das Florilegium des Adrian Denss. Köln 1594 – Ein Beitrag zur Geschichte der Lautenmusik am Ende des 16. Jahrhunderts. Philosophische Dissertation, Universität zu Köln 1970
- Ulrich Bartels: Vokale und instrumentale Aspekte im musiktheoretischen Schrifttum der 1. Hälfte des 17. Jahrhunderts. Studien zur musikalischen Aufführungspraxis in Deutschland zur Zeit des Frühbarocks. Gustav Bosse Verlag, Regensburg 1989, ISBN 3-7649-2389-X
- Berthold Neumann: … kommt pfeift und trombt … Zur Verwendung von  Schlaginstrumenten in der Tanzmusik der Renaissance. In: CONCERTO – Das Magazin für Alte Musik, 1985 (II/2) S. 21–28.
  - … kommt pfeift und trombt … On the use of percussion instruments in the dance music of the Renaissance. Translation and comment by Herbert W. Myers. In: Historical Performance, The Journal of Early Music America, Volume 4, Number 2, Fall 1991.
- Berthold Neumann: Geen slagwerk bij meerstemmige Renaissancemuziek. Vertaald door Kaat Weyler. In: Huismuziek 90/5, Tweemaandelijks tijdschrift van Huismuziek, Vereniging voor muziek en instrumentenbouw, 1990.